# アントニ・ミランボ
アントニ＝ジブ・ミランボ（Antoni-Djibu Milambo、2005年4月3日 - ）は、オランダ・ロッテルダム出身のサッカー選手。フェイエノールト所属。ポジションはミッドフィールダー。

## クラブ経歴
2014年にフェイエノールトの下部組織へ入団し、2020年10月15日、クラブと自身初の3年契約を結んだ。2021年8月12日、UEFAヨーロッパカンファレンスリーグの予選FCルツェルン戦にて、77分にフース・ティルとの途中交代でトップチームデビューを果たした。16歳131日でのデビューはクラブ史上最年少記録であり、ジョルジニオ・ワイナルドゥムが2007年に樹立した記録を14年ぶりに塗り替えた。また、2022年7月13日にはクラブとの契約を2025年6月末まで延長した。